# Fiat CR.32
O Fiat CR.32 foi um caça biplano italiano, utilizado durante a Guerra Civil Espanhola e a Segunda Guerra Mundial.
Uma característica notável deste avião é que a asa baixa é mais curta que a asa mais alta. Isto foi bem apreciado pelos pilotos, pois, tornava o avião facilmente manobrável e deixava a fuselagem mais forte e resistente. Ele foi utilizado extensivamente na Guerra Civil Espanhola e na Segunda Guerra Mundial.
Em 1942 foi aproveitado para missões noturnas e ataque ao solo com novos aviões sendo colocados em serviço. Foi a base para o Fiat CR.42, que entrou em serviço em 1939. Apesar de ser um excelente caça para a década de 30, quando a Itália entrou na guerra em 1940, esses, incluindo o CR.42, já eram modelos ultrapassados se comparados aos alemães Messerschmitt Bf-109, franceses Morane-Saulnier M.S.406, britânicos Hawker Hurricane e americanos Curtiss P-40.
A ideia de que manobrabilidade era melhor que poder de fogo e velocidade custou caro para a Regia Aeronáutica Italiana. Apesar desses problemas, batalhou com igualdade contra o biplano Gloster Gladiator britânico, mesmo esse tendo uma velocidade superior e um armamento melhor.

## Variantes
- CR.30
  - duplo Breda-SAFAT 12.7 mm ou 7.7 mm - calibre - metralhadoras
  - motor único de 600 hp (447 kW) Fiat A.30 motor V12 refrigerado a ar
- CR.32
  - duplo 12.7 mm ou 7.7 mm - calibre - metralhadoras
  - Entregue à Força-aérea Italiana entre Março de 1934 e Fevereiro de 1936
  - modificado para motor de 600 hp (447 kW) Fiat A.30 RAbis
- CR.32bis
  - Suporte para missões de caça.
  - duplo 7.7 mm (calibre) e duplo 12.7 mm (metralhadoras)
  - 100 kg (220 lb) de capacidade de bombas: 1 x 100 kg or 2 x 50 kg
- CR.32ter
  - Revisada versão do CR.32bis com diversas melhorias
- CR.32quater
  - Revisada versão do CR.32ter (peso reduzido, rádio adicionado)
  - 337 foi produzidos para a força aérea italiana.
  - Velocidade máxima: 356 km/h (221 mph) a 3,000 m (9,800 ft)
- HA-132L
  - Versão espanhola que esteve em serviço como treinamento acrobático.
- CR.33
  - Apenas três protótipos foram construídos.
- CR.40
  - Um protótipo apenas, com um Bristol Mercury IV radial (motor de pistões)
- CR.40bis
  - Um protótipo apenas.
- CR.41
  - Um protótipo apenas.

|  |  |

## Operadores
- Argentina
- Áustria
- China
- Espanha
- Hungria
- Itália
- Paraguai
- Venezuela